# Шеллі Конн
Шеллі Дебора Конн (нар. 21 вересня 1976) — англійська акторка, найбільш відома своїми ролями леді Мері Шарми в надзвичайно успішному серіалі Netflix Бріджертони, а також за ролями Ізабелли у фільмі Кохання Сари, лікарки Елізабет Шеннон у серіалі Спілберга Terra Nova, Вельзевул у другому сезоні Ніла Ґеймана Good Omens та її роль у спін-оффі Хлопаки Покоління V, обидва для Amazon Prime.

## Походження та навчання
Шеллі Конн народилася 1976 року в Барнет на півночі Лондона в родині англо-індійців. Вона має змішане походження, яке включає португальську, бірманську та індійську кров. Відвідувала коледж королеви Марії в Бейсінгстоку та Академію драматичного мистецтва Веббера Дугласа. Конн також навчалася в Бреттон-Голлі. Вона була ученицею школи Кренборн у Бейсінгстоку.

## Кар'єра
Після закінчення театральної школи Конн зіграла низку невеликих ролей у різних британських фільмах, а потім стала відомою за роллю Ашіки Чандірамані в серіалі BBC Party Animals. У 2001 році вона зіграла роль Міріам Да Сілва в серіалі BBC1 Mersey Beat і нерегулярно повторювану роль у серіалі Casualty. У 2002 році Конн дебютувала на театральній сцені Вест-Енду в трьох п'єсах у грудні 2002 року, після переїзду зі Стратфорда-апон-Ейвона в Яковіанському сезоні Королівської Шекспірівської компанії в театрі Гілгуд — The Island Princess, Eastward Ho! and The Roman Actor.
Конн знімався на телебаченні, в кіно та в театрі, з серією провідних ролей у різних малобюджетних європейських і британських фільмах, а саме в драмах BBC, таких як The Innocence Project, і час від часу повертався до RSC. Конн приєднався до п'ятої серії популярного серіалу BBC One Down to Earth у 2004 році. На початку 2008 року Конн зіграла роль Міранди Гілл у фільмі «Палац», Джесіку у фільмі «Коханки» та Нілу Саджані у фільмі «Випробування та відплата». У 2008 році вона з'явилася в ролі Клер у серіалі «Мертвий сет». У 2010 році також зіграла Денні Прендівілль в серіалі «Удар у відповідь».
Стівен Спілберг обрав її однією з головних ролей у конкурсі до серіалу Terra Nova, прем'єра якого відбулася 26 вересня 2011 року. У 2014 році Конн знялася в американському серіалі «Лотерея».
Конн зіграла роль Мері Шарми у другому сезоні романтичної драми Netflix Бріджертони, заснованої на другому романі Джулії Квінн у її серіалі про Бріджертон Віконт, який мене кохав. Серіал вийшов у березні 2022 року.

## Особисте життя
Конн живе в Лондоні та одружена з актором Джонатаном Керріганом, у них є спільний син, який народився у 2012 році.
Вона брала участь у Лондонському марафоні 2006 року.

## Фільмографія
| Рік       | Фільм                        | Роль                           | Примітки             |
| --------- | ---------------------------- | ------------------------------ | -------------------- |
| 2000      | Останній мушкетер            | Узма                           |                      |
| 2000      | City Central                 | Наз                            |                      |
| 2000      | «Можливо, крихітко»          | Медсестра 2                    |                      |
| 2000      | Додатки                      | Керрі Ноулз                    |                      |
| 2000      | На землю                     | Керрі Джаміль                  | 5-та серія           |
| 2000—2002 | Casualty                     | Далджіт Рамні                  | три епізоди          |
| 2001      | «Гокінс»                     | Шарім Разік                    |                      |
| 2001      | Mersey Beat                  | PC Міріам Да Сілва             |                      |
| 2002      | Чоловік і хлопчик            | Жасмин                         |                      |
| 2002      | Одержимість                  | Candi                          |                      |
| 2003      | Друге покоління              | Амба                           |                      |
| 2005      | Чарлі та шоколадна фабрика   | Princess Pondicherry           |                      |
| 2005      | Transit                      | Asha                           |                      |
| 2006      | L' Entente cordiale          | Пунам                          |                      |
| 2006      | Небесні насолоди Ніни        | Ніна Шах                       |                      |
| 2006      | Проєкт Невинність            | Доктор Єва Вокер               |                      |
| 2007      | Party Animals                | Ашіка Чандірамані              |                      |
| 2008–2010 | Коханки                      | Джессіка Фрейзер               |                      |
| 2008      | Палац                        | Міранда Хілл                   |                      |
| 2008      | Пробна версія &amp; Відплата | Ніла                           |                      |
| 2008      | Необроблений                 | Таня                           |                      |
| 2008      | Мертвий набір                | Клер                           |                      |
| 2010      | Marchlands                   | Nisha                          |                      |
| 2010      | Звідки ти знаєш?             | Terry                          |                      |
| 2010      | Удар у відповідь             | Danni Prendiville              |                      |
| 2011      | Terra Nova                   | Elisabeth Shannon              | 13 episodes          |
| 2012      | Мовчазний свідок             | DI Connie James                | 2 episodes           |
| 2013      | Heading Out                  | Eve                            |                      |
| 2013      | By Any Means                 | Jessica Jones                  |                      |
| 2014      | The Lottery                  | Gabrielle Westwood             |                      |
| 2014      | 24: Live Another Day         | Chief Inspector Helen McCarthy | 1 episode            |
| 2015      | W1A                          | News Anchor                    | 1 episode            |
| 2016      | Heartbeat                    | Millicent Patel                |                      |
| 2017      | Назад                        | Annie                          |                      |
| 2017–2020 | Liar                         | DI Vanessa Harmon              | 12 episodes          |
| 2019      | Смерть у раю                 | Marina Shepherd                | Episode 8x02         |
| 2019      | The Rook                     | Danielle Wulff                 | 4 episodes           |
| 2020      | Love Sarah                   | Isabella                       |                      |
| 2020      | The Deceived                 | Ruth                           |                      |
| 2021      | Four Lives                   | Nadia Persaud                  |                      |
| 2022      | Бріджертони                  | Lady Mary Sheffield Sharma     | Main role (season 2) |
| 2023      | Добрі передвісники           | Beelzebub                      |                      |
| 2023      | Покоління V                  | Індіра Шетті                   | Головна роль         |